# Borics Ádám
Borics Ádám (Eger, 1993. július 7.) magyar kevert harcművész, jelenleg a Bellator MMA szervezet sportolója, korábbi Bellator pehelysúlyú bajnoki kihívó. 2023 februárjával bezárólag az első számú kihívó a Bellator hivatalos pehelysúlyú ranglistáján. Legnagyobb győzelmei a korábbi bajnok Pat Curran elleni 2. menetes kiütéses győzelme, valamint Jeremy Kennedy elleni pontozásos sikere. Profi MMA mérlege 18-2. 

## Gyermekkora
A Heves megyei Sirok községben nőtt fel. Általános iskolás évei alatt főleg atletizált és focizott szabad idejében. A harcművészetek mindig is érdekelték, de lakhelye közelében nem volt lehetősége egy küzdősportot sem kipróbálni. Egerben kezdett thai bokszra járni az egyik barátjával 16 évesen, és rögtön meg is szerette a sportot. Fél év múlva, 17 évesen vett részt élete első MMA edzésén. Aznap eldöntötte, hogy profi lesz.

## Pályafutása

### Kezdetek
A gimnáziumi évek alatt és után is sok Zen Bu Kan Kempo és amatőr MMA (küzdősport) mérkőzést vívott, hogy folyamatosan fejlődjön. Tanulmányai befejeztével Ádám mindent vagy semmit alapon úgy döntött, elköltözik Egerbe, és ezzel profi karrierbe kezd. Nagy anyagi források hiányában az immár napi 2 edzése mellett saját maga is órákat adott és harmadállásban masszőrködött is.

### Profi pályafutás kezdete
Borics a HFC (Hungarian Fight Championship) keretein belül, a szervezet 5. gáláján mutatkozott be 2014. augusztus 1-jén. Ellenfele Hajzer Dániel volt, akit kicsivel 1 perc után lekopogtatott egy boka kitekeréses technikával (heel hook).
Október 11-én Tárnai Józseffel került szembe a ketrecben a HFC 6-on. Ezt a mérkőzést pontozással nyerte Ádám. Még aznap szembe került Németh Ádámmal, akit a 2. menetben kiütéssel győzött le.
Negyedik mérkőzésén már címmeccset vívott Ádám a HFC 65 kilogrammos (143 pound) övéért Molnár Benjámin ellen. A meccs nem úgy alakult, ahogy eltervezték, ugyanis a 4. menet közepén Molnárt egy illegális technika használata miatt kizárták, így "A Kölyök" diszkvalifikációval nyerte el élete első övét 2014. november 15-én, 21 évesen.

### Először külföldön
Borics első nem hazai megmérettetésére Szarajevó városában került sor a Final Fight Championship 7. gáláján, pehelysúlyban. A magyar ifjonc pontozással verte a horvát  Marko Burušićot 2015 márciusában.
Következő mérkőzésén jó bajnokhoz méltó módon megvédte HFC-s övét Jaroslav Jarim ellen a HFC 9-en 2015. május 9-én. Háromszög fojtással (Triangle choke) győzte le Ádám cseh ellenfelét az első menet végén.
A HFC 10-en ugyanezzel a technikával győzte le azt a Molnár Benjámint, aki ellen az övét szerezte Borics, ezzel pontot téve rivalizálásuk végére. Ez volt Ádám utolsó mérkőzése a magyar szervezetnél, ahonnan 6-0-ás mérleggel távozott 2015 végén, miután 2-szer megvédte címét.
Borics 8. profi mérkőzésén ismét a Final Fight Championship szervezetében lépett ketrecbe. Az FFC 20-on Matija Blažičević, horvát harcművész volt a magyar fiú ellenfele, akit a Zágrábi rendezvényen megosztott pontozással, de jobbnak láttak a hazai ketrecben lévő harcosnál, ezzel megőrizve veretlenségét.
Az FFC 23-at Bécsben rendezték 2016. április 18-án, ahol Ádám Manuel Bilić ellen verekedett. Karrierje során harmadszor nyert háromszög fojtással (triangle choke), ezúttal a 2. menet közepén.

### Bellator
2017 elején adódott egy lehetőség Boricsnak, hogy 3 hétre kiutazzon Amerikába edzőtáborba. Szűkös anyagi lehetőségei ellenére sikerült elutazni, hála Samnek és Alexnek, Ádi új menedzsereinek, akik befektettek a karrierjébe. Így csatlakozott néhány hétre a Hard Knocks 365 csapatához (2019 óta Sanford MMA). Így kezdődött, ám a magyar srác tehetségére és győzni akarására hamar felfigyeltek Henry Hooft csapatában. Meglátták a benne rejlő potenciált, és felajánlották, hogy maradhat. Erre azonban ismét nem volt meg az anyagi háttér, ugyanis ki kellett volna költözni Amerikába, ráadásul anélkül, hogy Ádám tudott volna angolul. A Bellator 2017 áprilisában tartotta a 177. gáláját, ami egyben az első gála volt, amit Magyarországon rendeztek. Adtak Ádinak egy lehetőséget, hogy bunyózzon Anthony Taylor ellen saját hazájában. A lehetőséggel élt is Borics. Az első menetben hátsó fojtással (rear-naked choke) legyőzte ellenfelét, ezzel megszerezve pályafutása 10.sikerét, aminek a jutalma egy szerződés volt a Bellator MMA szervezetével, ami 4 mérkőzésre szólt. Ezzel kapott vízumot is. Henry Hooft és menedzserei segítettek az anyagiakban, hogy a fiatal magyar reménység mégis kiköltözhessen feleségével.
Következő mérkőzésére közel 1 évet kellett várni, mert 2 héttel a kiköltözés után eltört Ádi keze. 2018. április 6-án ismét Budapesten léphetett ketrecbe. Nagyon domináns teljesítményt nyújtva kiütötte Teodor Nikolovot a 2. menetben a mára már védjegyévé vált repülő térdessel hazai közönsége előtt. Ráadásul közvetlenül a főmérkőzés előtt kapott lehetőséget a "Kölyök", így nagy médiafigyelmet kapott mérkőzést befejező technikája.
Harmadik mérkőzését a szervezetnél egy nagyon tapasztalt harcos, Josenaldo Silva ellen vívta Borics 2018 szeptemberében a Bellator 205-ön. A harmadik menetben sikerült lefojtania a magyar harcművésznek brazil ellenfelét.
Ezt követte Borics karrierjének addigi legnagyobb tesztje. A Bellator 222. gáláján Aaron Pico ellen tesztelhette tudását. Pico tagja volt a 2016-os amerikai olimpiai szabadfogású birkózó csapatnak, amelyik ezüst érmet szerzett az olimpián, így joggal gondolták, hogy problémát okozhat a még veretlen, de allóharcos hátterű magyarnak. Azonban Ádám ismét a repülő térdesével vonzotta magára a figyelmet. Ezzel a technikável ütötte ki Picot a Madison Square Gardenben, amit sokan a küzdősportok Mekkájaként emlegetnek. Ezzel a győzelemmel nagy médiafigyelem is járt. Első 4 meccsét követően 4 győzelemmel állt a magyar tehetség, ráadásul mindet idő előtt befejezte. Ezzel egy új szerződést is kiérdemelt. Az újonnan érkező szurkoló sereg és a lenyűgöző mérkőzések lehetővé tették, hogy beválasszák abba a 16 harcművészbe, akik részt vettek a Bellator pehelysúlyú tornáján, melynek győztese 1 millió dollárt kap és ő lesz a bajnoki öv birtokosa.

#### Bellator pehelysúlyú torna
A torna első fordulójában Borics a korábbi bajnok Pat Currant kapta ellenfelének. A mérkőzést 2019 szeptemberében rendezték meg. A harcot végig a magyar kontrollálta. A 2. menet végén egy repülő térdes ismét megtette hatását, és padlóra küldte a korábbi bajnokot. A földön egy jókora ütéssorozat végén a 2. menet utolsó másodpercében állította meg a bíró a harcot, ezzel egy újabb idő előtti győzelem került Ádám mérlegére. Ez volt a "Kölyök" eddigi legnagyobb skalpja, és ezzel tovább is jutott a torna negyeddöntőjébe.

##### Az első vereség
A legjobb nyolc között a korábbi harmatsúlyú Bellator világbajnokot, Darrion Caldwellt kapta ellenfeléül Borics. A küzdelemre 2020. január 25-én került sor. Az első menet elején sikerült levinnie Caldwellnek a magyar ellenfelét, és hátsó fojtással (rear-naked choke) legyőzte Ádámot, ezzel 14-1-re módosítva mérlegét. Ez volt a magyar fiú első veresége a küzdősportok terén. Eddig megnyerte az összes kickbox, amatőr MMA és profi MMA mérkőzését.

#### Köztes súlycsoport
A következő 2 mérkőzését könnyűsúlyú ellenfelek ellen vívta Borics. Hogy kisebb legyen a súlykülönbség, mindkettejük ellen a két súlycsoport közti súlyban, 68 kilogrammban (150 pound) mérkőzött meg.
A vereség utáni első mérkőzésén Borics Mike Hamellel találta szembe magát 2020 augusztusában. Hamel nem hozta mérlegelésnél a kötelező súlyt, így tett szert előnyre. Kettejük harca szoros volt, de a magyar került ki győztesen belőle. Megosztott pontozással húzta be a győzelmet.
A következő ellenfél Erick Sánchez volt. Hamelhez hasonlóan ő is a földharcban érzi jobban magát. Ezt a problémát is megoldotta Ádám és egyhangú pontozással megnyerte a mérkőzést.

#### Út a címmeccsig
2021 márciusában megjelent a Bellator hivatalos ranglistája. Ezen Borics Ádám neve a 3. helyen volt megtalálható. 2021. április 9-én Jeremy Kennedyvel lépett ketrecbe a "Kölyök". Kennedy a UFC-t is megjárta, 3 győzelme mellett csak az aktuális pehelysúlyú UFC világbajnoktól, Volkanovskitól kapott ki, valamint 16-2-es mérleggel rendelkezett. Kettejük harcában végig Borics volt a felsőbbrendű. Bal egyeneseit jól használta, Kennedy földreviteli kísérleteit nagyon nagy százalékban hárította és rúgásaival ellenfele lábszárára megszerezte az összecsapás egyetlen leütését. Egyhangú pontozással legyőzte ellenfelét, ami nagy lépcsőt jelentett karrierjében.
2021. augusztus 20-án a Bellator 265.gáláján lépett volna ketrecbe Jay Jay Wilson ellen az elsőszámú kihívói pozícióért, azonban Wilson nem hozta a mérlegelésen a kötelező súlyt, így a Bellator törölte a mérkőzést.
2022. március 12-én Mads Burnell ellen lépett ketrecbe. A Bellator első számú kihívói pozícióért szervezte a mérkőzést, azaz hogy ki mérkőzzön a McKee vs. Pitbull győztesével a bajnoki övért. A küzdelmet megelőzően mindkét harcos holtversenyben a 2. helyen állt a Bellator MMA hivatalos ranglistáján pehelysúlyban. Ez volt a Bellator 276 főmérkőzése, így 5 menetre volt kiírva a küzdelem, és ez volt az első magyar vívta főmérkőzés MMA-ban egy nagyobb szervezetnél. A mérkőzést Borics egyhangú pontozással nyerte, sokak szerint az év egyik legszórakoztatóbb mérkőzésén. Ezzel a rangsorban előrébb nem került, de innentől ő állt egyedül a 2.helyen.

##### Bellator pehelysúlyú címmérkőzés
2022. augusztus 3-án a Bellator MMA bejelentette, hogy Patrício "Pitbull" Freire ellen lép ketrecbe október 1-jén Kaliforniában, Long Beachen a Bellator pehelysúlyú bajnoki övéért. A meccset a brazil Pitbull nyerte egyhangú pontozással. Október 15-én megműtötték Boricsot, miután a mérkőzésre készülve, az edzőtábor elején részlegesen elszakadt a jobb térdében a keresztszalagja.

## Magánélete
Borics Ádám az Amerikai Egyesült Államokban, Floridai Pompano Beachen lakik feleségével, Perge Zsófiával. 2017-ben házasodtak össze, mielőtt kiköltöztek volna az USA-ba. Boricsnak egy bátyja van.

## MMA mérlege
| Eredmény | Mérleg | Ellenfél          | Eredmény fajtája                 | Gála                        | Dátum       | Menet | Idő  | Helyszín                       | Egyéb információk                        |
| -------- | ------ | ----------------- | -------------------------------- | --------------------------- | ----------- | ----- | ---- | ------------------------------ | ---------------------------------------- |
| Győzelem | 19-2   | Enrique Barzola   | Pontozás (egyhangú)              | PFL 3(2024)                 | 2024.04.19  | 3     | 5:00 | USA, Illinois, Chicago         | Pehely súlycsoport                       |
| Vereség  | 18-2   | Patrício Pitbull  | Pontozás (egyhangú)              | Bellator 286                | 2022.10.01  | 5.    | 5:00 | USA, California, Long Beach    | Bellator pehelysúlyú világbajnoki címért |
| Győzelem | 18-1   | Mads Burnell      | Pontozás (egyhangú)              | Bellator 276                | 2022.03.12. | 5.    | 5:00 | USA, Missouri, St. Louis       |                                          |
| Győzelem | 17-1   | Jeremy Kennedy    | Pontozás (egyhangú)              | Bellator 256                | 2021.04.09. | 3.    | 5:00 | USA, Connecticut, Uncasville   |                                          |
| Győzelem | 16-1   | Erick Sánchez     | Pontozás (egyhangú)              | Bellator 250                | 2020.10.29. | 3.    | 5:00 | USA, Connecticut, Uncasville   | Köztes súlycsoport (68 kg)               |
| Győzelem | 15-1   | Mike Hamel        | Pontozás (megosztott)            | Bellator 243                | 2020.08.07  | 3.    | 5:00 | USA, Connecticut, Uncasville   | Köztes súlycsoport (68 kg)               |
| Vereség  | 14-1   | Darrion Caldwell  | Kopogtatás (hátsó fojtás)        | Bellator 238                | 2020.01.25  | 1.    | 2:20 | USA, Kalifornia, Inglewood     | Bellator pehelysúlyú torna negyeddöntő   |
| Győzelem | 14-0   | Pat Curran        | Kiütés (repülő térdes és ütések) | Bellator 226                | 2019.09.07  | 2.    | 4:59 | USA, Kalifornia, San Jose      | Bellator pehelysúlyú torna nyolcaddöntő  |
| Győzelem | 13-0   | Aaron Pico        | Kiütés (repülő térdes és ütések) | Bellator 222                | 2019.06.14  | 2.    | 3.55 | USA, New York, New York City   |                                          |
| Győzelem | 12-0   | Josenaldo Silva   | Kopogtatás (hátsó fojtás)        | Bellator 205                | 2018.09.21  | 3.    | 1:46 | USA, Idaho, Boise              |                                          |
| Győzelem | 11-0   | Teodor Nikolov    | Kiütés (repülő térdes)           | Bellator 196                | 2018. 04.06 | 2.    | 1:37 | Magyarország, Budapest         |                                          |
| Győzelem | 10-0   | Anthony Taylor    | Kopogtatás (hátsó fojtás)        | Bellator 177                | 2017.04.14  | 1.    | 4:12 | Magyarország, Budapest         |                                          |
| Győzelem | 9-0    | Manuel Bilić      | Kopogtatás (háromszög)           | Final Fight Championship 23 | 2016.03.18  | 2.    | 3:32 | Ausztria, Bécs                 |                                          |
| Győzelem | 8-0    | Matija Blažičević | Pontozás (megosztott)            | Final Fight Championship 20 | 2015.10.23  | 3.    | 5:00 | Horvátország, Zágráb           |                                          |
| Győzelem | 7-0    | Molnár Benjámin   | Kopogtatás (háromszög)           | HFC 10                      | 2015.09.19  | 2.    | 4:17 | Magyarország,Zalaegerszeg      | 65 kg-os súlycsoport                     |
| Győzelem | 6-0    | Jaroslav Jartim   | Kopogtatás (háromszög)           | HFC 9                       | 2015.09.09  | 1.    | 4:14 | Magyarország, Győr             | 65 kg-os súlycsoport                     |
| Győzelem | 5-0    | Marko Burušić     | Pontozás (egyértelmű)            | Final Fight Championship 7  | 2015.03.13  | 3.    | 5:00 | Bosznia-Hercegovina, Szarajevó | Pehelysúlyú debütálás                    |
| Győzelem | 4-0    | Molnár Benjámin   | Kizárás (illegális technika)     | HFC 7: Finals 2014          | 2014.11.15  | 4.    | 2:46 | Magyarország, Budapest         | 65 kg-os súlycsoport                     |
| Győzelem | 3-0    | Németh Ádám       | Kiütés (repülő térdes)           | HFC 6: The Cage 2014        | 2014.10.11  | 2.    | 3:45 | Magyarország, Pápa             | 65 kg-os súlycsoport                     |
| Győzelem | 2-0    | Tárnai József     | Pontozás (egyértelmű)            | HFC 6: The Cage 2014        | 2014.10.11  | 3.    | 5:00 | Magyarország, Pápa             | 65 kg-os súlycsoport                     |
| Győzelem | 1-0    | Hajzer Dániel     | Kopogtatás (bokafeszítés)        | HFC 5                       | 2014.08.01  | 1.    | 1:09 | Magyarország, Siófok           | 65 kg-os súlycsoport                     |